# Szabó Judit (színművész)
Szabó Judit (Debrecen, 1974. április 25. –) magyar színésznő.

## Életpályája
Általános iskolai és gimnáziumi évei alatt a Várhidi Attila által vezetett Alföld Gyermekszínpad és Főnix Diákszínpad tagja.
1992-ben érettségizett a debreceni Ady Endre Gimnázium irodalmi-drámai tagozatán. 1992-től két éven át a budapesti József Attila Színház Stúdiójának tagja, majd 6 évadon át játszott vendégként a színház több előadásában. 1995-ben felvételizett a Gór Nagy Mária Színitanodába, ahol 1998-ban végzett Barta Mária színművésznő osztályában. Vizsgaelőadására (Ahlfors: Színházkomédia, rendezte: Böhm György) megkapta a Magyar Színészkamara SZÍNÉSZ I. minősítését. 1998–2001 között a Veszprémi Petőfi Színház tagja volt. 2001–2003 között a székesfehérvári Vörösmarty Színházban játszott. 2003–2006 a Soproni Petőfi Színház tagja volt. 2008-ban megalapította a Harlequin Zsúrszolgálatot, ahol kollégáival meseelőadásokat, bohóc- és Mikulás műsorokat készítenek. 2011-ben - jelentős társadalmi szerepvállalásként - létrehozta Dunakeszin a Mackó Kuckó Családi Bölcsőde Hálózat és Fejlesztő Központot.
Jelenleg szabadúszó. Gyakran szinkronizál. 

## Családja
2003. június 24-én házasságot kötött, férje Juhász Illés színész. 2006. október 12-én megszületett kislányuk, Eszter.

## Színházi szerepei
1992/1993-1997/1998
József Attila Színház:
- Molnár Ferenc: A Pál utcai fiúk (Kis Pásztor) rendezte: Tasnádi Csaba
- Romhányi-Fényes: Hamupipőke (Gerle) rendezte: Benedek Árpád

A veszprémi Petőfi Színházban játszott szerepek:
1998/1999
- Brecht- Weil: Koldusopera (Clown) rendezte: Vándorfi László
- Gabnai Katalin: A mindenlátó királylány (Halacska) rendezte: Gabnai Katalin
- Vörösmarty Mihály: Csongor és Tünde (Duzzog) rendezte: Vándorfi László
- Bernstein: West Side Story (Velma)- szerepátvétel rendezte: Vándorfi László

1999/2000
- Beckett: Godot-ra várva (Kisfiú) rendezte: Vándorfi László
- Brandon Thomas- Aldobolyi- Szenes: Charley nénje (Annie Spittigue) rendezte: Szilágyi Tibor
- Békés- Dés- Geszti: A dzsungel könyve (Asszony) rendezte: Krámer György
- T. Williams: Az ifjúság édes madara (Violet) rendezte: Vincze János

A székesfehérvári Vörösmarty Színházban játszott szerepek:
2000/2001
- Kovács- Asztalos: István (Pogány) rendezte: Vándorfi László
- Madách Imre: Az ember tragédiája (Több szerepben) rendezte: Vándorfi László
- Feydeau: Bolha a fülbe (Antoinette) rendezte: Szilágyi Tibor

2001/2002
- Bock- Stein- Harnick: Hegedűs a háztetőn (Bjelke) rendezte: Balázs Péter
- Weöres Sándor:A holdbeli csónakos (Lapátos hindu nő)- szerepátvétel rendezte: Kővári Katalin
- Vajda Katalin: Legyetek jók, ha tudtok (kis Leonetta) rendezte: Szélyes Imre
- Eisemann- Szilágyi: Tokaji aszú (Vica) rendezte: Kozák András

2002/2003
- Kálmán Imre: Csárdáskirálynő (Krisztina grófnő) rendezte: Kozák András
- Csiky Gergely: A nagymama (Peredy Janka) rendezte: Balázs Péter
- Mészöly Gábor: Hoppárézimi (McDonald’s lány) rendezte: Kuna Károly

2003/2004 (m.v.)
- C.Schittenhelm – Pozsgai Zsolt: Az éjszaka lánya (Charlotte) rendezte: Pozsgai Zsolt

Pannon Várszínház (Veszprém)
2002/2003 (m.v.)
- Ady: A feltámadás szomorúsága (Csinszka) rendezte:Vándorfi László

A soproni Petőfi Színházban játszott szerepek:
2003/2004
- Patrick Hamilton: Gázláng (Nancy) rendezte: Molnár György
- Zalán Tibor: Amese marad (Vica) rendezte: Ács János

2004/2005
- Offenbach: Orpheusz az alvilágban (Pipi) rendezte: Iglódi István
- Aldobolyi – Szenes – Brandon Thomas: Charley nénje (Kitty Verdun) rendezte: Szilágyi Tibor
- Szép Ernő: Május- Kávécsarnok (Gyufaárus, Kisasszony) rendezte: Szilágyi Tibor

2005/2006
- T.Williams:Az ifjúság édes madara (Lucy) rendezte: Tordy Géza
- Kemény – Galambos – Thuróczy: Casting (Ági) rendezte: Molnár György
- Romain Rolland: A szerelem és halál játéka (Lodoiska Cerizier) rendezte: Szilágyi Tibor

Pannon Várszínház - Veszprém:
2008/2009 (m.v.)
- Lindsay - Crouse - Rodgers - Hammerstein: A muzsika hangja (Margit nővér, Frau Schmidt)rendezte: Vándorfi László

Kalocsai Színház:
2009/2010 (m.v.)
- Ray Cooney: A miniszter félrelép (Miss Foster) rendezte: Korcsmáros György

2011/2012 (m.v.)
- Ray Cooney: Páratlan páros (Mary Smith) rendezte: Dobos Judit

2012/2013 (m.v.)
- Ray Cooney: Páratlan páros (Mary Smith) rendezte: Dobos Judit

2013/2014 (m.v.)
- Ray Cooney: Páratlan páros (Mary Smith) rendezte: Dobos Judit

2014/2015 (m.v.)
- Ray Cooney: Páratlan páros (Mary Smith) rendezte: Dobos Judit

2015/2016 (m.v.)
- Nóti - Zágon - Eisemann: Hippolyt, a lakáj (Julcsa) rendezte: Straub Dezső

- Vajda Katalin - Fábri Péter: Anconai szerelmesek (Lucia) rendezte: Dobos Judit

2016/2017 (m.v.)
- Nóti - Zágon - Eisemann: Hippolyt, a lakáj (Julcsa) rendezte: Straub Dezső

- Vajda Katalin - Fábri Péter: Anconai szerelmesek (Lucia) rendezte: Dobos Judit

2017/2018 (m. v.)
- Nóti - Zágon - Eisemann: Hippolyt, a lakáj (Julcsa) rendezte: Straub Dezső

- Vajda Katalin - Fábri Péter: Anconai szerelmesek (Lucia) rendezte: Dobos Judit

## Televízió- és filmszerepei
- Tűrhető Lajos (televíziós játékfilm, 1987) –  >Piri<  rendezte: Takács Vera
- Patrick Hamilton: Gázláng (tévéjáték, 2004) –  >Nancy< rendezte: Molnár György
- Offenbach: Orpheusz az alvilágban (előadás felvételről, 2005) – >Pipi< rendezte: Iglódi István
- Kölyökidő (epizódszerepek)
- Família Kft. (epizódszerep)